# Max Schwarte
Max Schwarte (* 5. April 1860 in Solingen; † 5. Februar 1945 in Naulin, Pommern) war ein preußischer Generalleutnant und Militärschriftsteller.

## Leben

### Militärlaufbahn und Wirken als Militärschriftsteller
Schwarte war seit dem 14. Oktober 1880 Offizier der Preußischen Armee. Im Vorlauf seiner Militärkarriere war er seit 1902 als Lehrer an der Kriegsakademie in Berlin und ab 1906 als Abteilungsleiter im Großen Generalstab tätig. Vom 15. August 1912 bis zum 26. Januar 1913 war Schwarte Kommandeur des 4. Oberschlesischen Infanterie-Regiments Nr. 63 in Oppeln. Anschließend wurde er unter Beförderung zum Generalmajor als Kommandeur der 79. Infanterie-Brigade nach Wesel versetzt.
Zu Beginn des Ersten Weltkrieges führte er seine Brigade, bestehend aus dem Infanterie-Regimentern Nr. 56 und 57, im Verbund der 14. Division an der nördlichen Westfront. Schwarte nahm an den Schlachten bei St. Quentin und an der Marne teil. Vom 23. November 1914 bis 13. Februar 1915 kommandierte er die 17. Reserve-Division und seit 16. Februar 1915 die 10. Infanterie-Division. In dieser Eigenschaft wurde Schwarte am 6. Juni 1916 zum Generalleutnant befördert und im Dezember 1916 mit dem Roten Adlerorden II. Klasse mit Eichenlaub und Schwertern ausgezeichnet.
Am 30. April 1917 wurde Schwarte abberufen.
Ab 1919 war Schwarte Schriftleiter von Wehr und Waffen. Die Technik im Weltkriege. Er betätigte sich zudem als Autor und Herausgeber einer Vielzahl von militärgeschichtlichen Büchern und Aufsätzen.
Der Historiker Ulrich Herbert verortet Schwarte neben Friedrich von Bernhardi, Joachim von Stülpnagel und Kurt Hesse unter den vier Militärs bzw. Militärschriftstellern, deren Interpretation des Ersten Weltkrieges maßgeblich für die Grundlegung der politischen und ideologischen Formierung des nationalsozialistischen Deutschland wurde: „der Krieg nicht als Lehrmeister des Friedens, sondern als Lehrmeister des nächsten Krieges.“ Schwartes Beitrag in seinem Buch über den Krieg der Zukunft dazu war die Forderung, den militärischen und zivilen Bereich für die künftige Kriegführung zu bündeln, und zwar im Sinne einer notwendigen „Industrialisierung des ganzen Volkes zum Zwecke der Kriegführung“, bei der es einen völkerrechtlichen Schutz der Zivilbevölkerung nicht mehr geben könne.

### Familie
Schwarte heiratete 1890 Clara Quambusch (* 4. Januar 1868 in Unterbarmen; † 18. Juni 1930 in Berlin-Charlottenburg). Sie hatten folgende gemeinsame Kinder:
- Wera (* 14. Dezember 1893; † 28. November 1969 in Solingen), später Sekretärin des Leiters der Abwehr, des militärischen Geheimdienstes der Wehrmacht, Wilhelm Canaris und des ersten Präsidenten des Bundesamts für Verfassungsschutz in der Bundesrepublik Deutschland Otto John. Sie wurde später als sowjetische Agentin enttarnt.[7]
- Kurt-Joachim (* 19. März 1898 in Metz; † 1. August 1943 auf See gefallen), bestattet in Reval.

## Schriften
- Die militärischen Lehren des Grossen Krieges. 1920.
- Kriegslehren in Beispielen aus dem Weltkrieg. 1925.
- Der Große Krieg 1914–1918 in zehn Bänden. 1921–1927.
  - später erschienen als Der Weltkampf um Ehre und Recht
- Geschichte des Weltkrieges. Ein deutsches Volksbuch. Berlin: Reichel, 1932 (Digitalisat)